# 2e corps d'armée colonial
Pour les articles homonymes, voir 2e corps d'armée.
Le 2e Corps d'armée colonial est une unité de l'armée de terre de l'armée française. Il est créé en juin 1915. Il est présent sur le front de l'ouest durant la totalité du conflit. Il participe à la seconde bataille de Champagne. En 1916, le 2e corps d'armée colonial est engagé dans les combats d'automne de la bataille de la Somme. En 1917, il fait partie des troupes combattant lors de la bataille du Chemin des Dames, puis de l'offensive française à Verdun pour sécuriser la forteresse. À partir du mois d'août 1918, le 2e corps d'armée colonial passe sous le contrôle opérationnel de l'armée américaine, il participe à la réduction du saillant de Saint-Mihiel.

## Les chefs du2eCorps d'Armée Colonial
- 25 juin 1915 : Général Blondlat
- 27 octobre 1918 - 1er mars 1919 : Général Claudel

## Première Guerre mondiale

### Composition
- 10e DIC
- 15e DIC

- Renfort de la Division marocaine pour la deuxième bataille de Champagne

- Renfort des 57e et 58e BTS, trois autres bataillons sénégalais et le bataillon somali pour la Bataille du Chemin des Dames
- Composition à la bataille du Saillant de Saint-Mihiel

Ordre de bataille lors de la bataille du saillant de Saint-Mihiel

### Historique

#### 1915
- 15 juin - 21 août : constitution et séjour dans la région nord-est de Châlons-sur-Marne ; travaux de seconde position. Du 20 juin au 1er juillet, du 17 au 27 juillet, puis du 15 au 21 août, éléments en secteur dans la région Souain, Perthes-lès-Hurlus.
- 21 août - 14 octobre :  occupation d’un secteur vers le bois Sabot et la ferme des Wacques.

25 septembre - 6 octobre :   engagé dans la deuxième bataille de Champagne, attaque française au nord de Souain, enlèvement de la première ligne allemande.
30 septembre : réduction du front à droite jusqu'à la ferme Navarin.
6 octobre : nouvelle attaque française au nord de Souain. Puis occupation et organisation du terrain conquis.
- 14 octobre 1915 - 16 janvier 1916 : retrait du front et mouvement vers Épernay. À partir du 16 octobre, transport par V.F. dans la région d'Estrées-Saint-Denis ; repos. À partir du 26 décembre, mouvement par Saint-Just-en-Chaussée et Conty, vers la région de Poix. À partir du 30 décembre, transport par V.F. dans la région de Rue ; instruction au camp de Saint-Riquier.

#### 1916
- 16 janvier - 12 février : transport par V.F. dans la région de Poix, puis mouvement dans la région de Pont-Sainte-Maxence ; repos.
- 12 février - 14 août : mouvement vers le front et à partir du 15 février, occupation d'un secteur entre l'Avre et l'Oise.

12 avril : réduction du secteur à gauche jusqu'à Armancourt.
30 juin : nouvelle réduction à gauche jusqu'au bois des Loges (exclu).
3 août : front réduit au secteur Dancourt, bois des Loges.
- 14 août - 19 septembre : retrait du front ; repos dans la région de Saint-Just-en-Chaussée.
- 19 septembre - 28 décembre : mouvement vers le front, engagé dans la bataille de la Somme, vers Belloy-en-Santerre.

14 octobre : attaque française sur la tranchée de Calmon, puis occupation d'un secteur dans la région est de Berny et nord-est de Belloy-en-Santerre.
- 28 décembre 1916 - 16 janvier 1917 : retrait du front, repos dans la région de Marseille-en-Beauvaisis. À partir du 3 janvier, mouvement vers Chamant et La Ferté-Milon ; repos et instruction.

#### 1917
- 16 janvier - 19 avril : mouvement vers le front et à partir du 19 janvier occupation d'un secteur entre la ferme d'Hurtebise et Troyon.

Du 30 janvier au 26 mars : extension du front à gauche jusqu’au sud de Chivy. À partir du 16 avril, engagé dans la deuxième bataille de l’Aisne (prise d’Ailles)
- 19 avril - 27 mai : retrait du front, repos vers Orbais-l'Abbaye. À partir du 27 avril, mouvement par étapes vers le camp de Mailly ; repos et instruction.

8 mai : transport par V.F. dans la région Charmes, Bayon ; repos.
- 27 mai - 29 août : occupation d'un secteur entre le col de la Chapelotte et le Sânon.
- 29 août - 2 octobre : retrait du front ; repos vers Bayon. À partir du 17 septembre, transport par V.F. dans la région de Ligny-en-Barrois, puis dans celle de Verdun.
- 2 octobre - 18 novembre : occupation d'un secteur entre Damloup et la ferme Mormont. Attaques fréquentes de part et d'autre (bataille de Verdun).
- 18 novembre 1917 - 24 mars 1918 : retrait du front et occupation d'un nouveau secteur vers le bois Loclont, Saint-Mihiel et l'étang de Vargévaux.

5 janvier : front réduit à gauche jusque vers Maizey.

#### 1918
- 24 mars - 17 avril : retrait du front ; mouvement vers Void, puis vers les Hauts-de-Meuse.
- 17 avril - 12 septembre : occupation d'un secteur vers Maizey et le sud de Damloup.

27 mai : extension du secteur à droite jusque vers Les Paroches.
2 juin : violente action allemande vers Les Éparges.
28 juin : extension du front à droite jusqu'à l'étang de Vargévaux.
3 juillet : réduction à gauche jusque vers Trésauvaux.
22 août : nouvelle réduction à gauche jusqu'à la tranchée de Calonne.
- 12 septembre - 6 novembre : engagé dans l’offensive franco-américaine (saillant de st-Mihiel). Progression vers Hattonchâtel. Organisation de nouvelles positions dans la région Thillot-sous-les-Cotes, bois du Chaufour.
- 6 - 11 novembre : occupation d'un nouveau secteur entre Mesnil-sous-les-Côtes et la Meuse. Attaques des positions allemandes sur la rive droite de la Meuse. Combat très violents dans les régions d'Étain et de Damvillers.

### Rattachement
- 1re armée

3 janvier - 9 janvier 1917
26 avril - 9 mai 1917
5 janvier - 26 mars 1918
- 2e armée

7 janvier - 13 février 1916
21 septembre 1917 - 5 janvier 1918
14 avril - 30 août 1918
- 3e armée

30 juin - 3 août 1916
- 4e armée

15 juin - 16 octobre 1915
- 6e armée

16 octobre 1915 - 7 janvier 1916
13 février - 12 avril 1916
9 janvier - 26 avril 1917
- 8e armée

9 mai - 21 septembre 1917
26 mars - 14 avril 1918
- 10e armée

12 avril - 30 juin 1916
3 août 1916 - 3 janvier 1917
- Armée américaine

30 août - 11 novembre 1918